# Saint-Julia
Saint-Julia est une commune française située dans le nord-est du département de la Haute-Garonne et la région Occitanie.
Sur le plan historique et culturel, la commune est dans le Lauragais, l'ancien « Pays de Cocagne », lié à la fois à la culture du pastel et à l’abondance des productions, et de « grenier à blé du Languedoc ». Exposée à un climat océanique altéré, elle est drainée par le Peyrencou et par divers autres petits cours d'eau.
Saint-Julia est une commune rurale qui compte 417 habitants en 2022, après avoir connu un pic de population de 1 015 habitants en 1836. Elle fait partie de l'aire d'attraction de Toulouse. Ses habitants sont appelés les Saint-Julianais ou  Saint-Julianaises.
Le patrimoine architectural de la commune comprend deux  immeubles protégés au titre des monuments historiques : la porte du Cers, inscrite en 1926, et l'église Sainte-Agathe-et-Saint-Julien, inscrite en  1925 puis en 2009.

## Géographie

### Localisation
La commune de Saint-Julia se trouve dans le département de la Haute-Garonne, en région Occitanie.
Elle se situe à 39 km à vol d'oiseau de Toulouse, préfecture du département, et à 9 km de Revel, bureau centralisateur du canton de Revel dont dépend la commune depuis 2015 pour les élections départementales.
La commune fait en outre partie du bassin de vie de Revel.
Les communes les plus proches sont : 
Montégut-Lauragais (2,4 km), Nogaret (2,6 km), Puéchoursi (3,2 km), Falga (3,3 km), Le Cabanial (3,4 km), Roumens (3,8 km), Montgey (4,1 km), Mouzens (4,4 km).
Sur le plan historique et culturel, Saint-Julia fait partie du Lauragais, occupant une vaste zone, autour de l’axe central que constitue le canal du Midi, entre les agglomérations de Toulouse au nord-ouest et Carcassonne au sud-est et celles de Castres au nord-est et Pamiers au sud-ouest. C'est l'ancien « Pays de Cocagne », lié à la fois à la culture du pastel et à l’abondance des productions, et de « grenier à blé du Languedoc ».
Saint-Julia est limitrophe de six autres communes dont deux dans le département du Tarn.
Les communes limitrophes sont  Le Cabanial, Montégut-Lauragais, Mouzens, Nogaret, Puéchoursi et Saint-Félix-Lauragais.
| Le Cabanial           | Mouzens (Tarn) | Puéchoursi (Tarn)  |
|                       | Saint-Julia    | Nogaret            |
| Saint-Félix-Lauragais |                | Montégut-Lauragais |

### Géologie et relief
La superficie de la commune de Saint-Julia est de 1 146 hectares. Son altitude varie de 200  à   301 mètres.

### Hydrographie

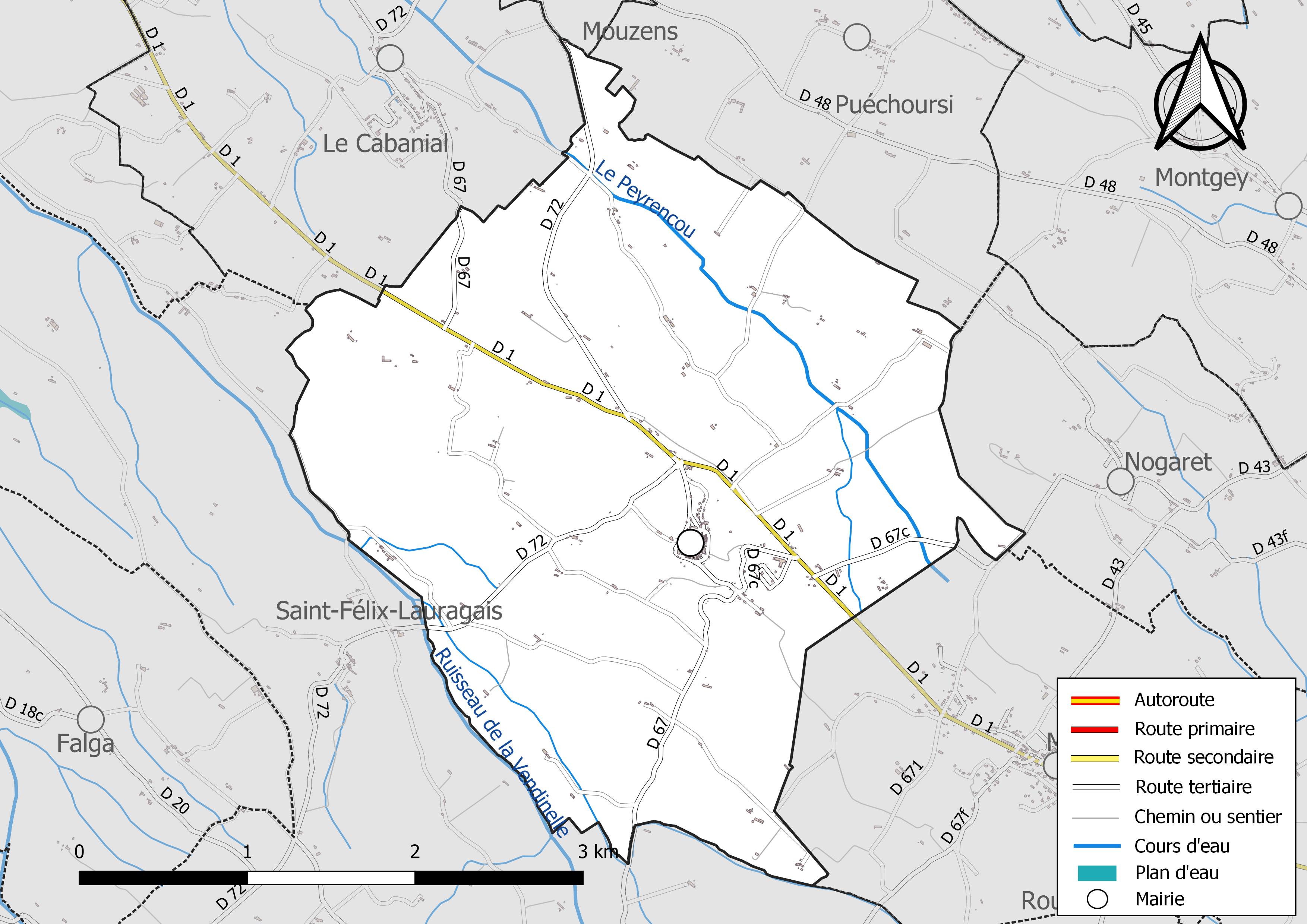
Réseaux hydrographique et routier de Saint-Julia.

La commune est dans le bassin de la Garonne, au sein du bassin hydrographique Adour-Garonne. Elle est drainée par le Peyrencou et par divers petits cours d'eau, constituant un réseau hydrographique de 8 km de longueur totale,.
Le Peyrencou, d'une longueur totale de 15,1 km, prend sa source dans la commune de Montégut-Lauragais et s'écoule du sud-est vers le nord-ouest. Il traverse la commune et se jette dans Le Girou à Villeneuve-lès-Lavaur (81), après avoir traversé 7 communes.

### Climat
Pour des articles plus généraux, voir Climat de l'Occitanie et Climat de la Haute-Garonne.
En 2010, le climat de la commune est de type climat du Bassin du Sud-Ouest, selon une étude s'appuyant sur une série de données couvrant la période 1971-2000. En 2020, Météo-France publie une typologie des climats de la France métropolitaine dans laquelle la commune est exposée à un climat océanique altéré et est dans la région climatique Aquitaine, Gascogne, caractérisée par une pluviométrie abondante au printemps, modérée en automne, un faible ensoleillement au printemps, un été chaud (19,5 °C), des vents faibles, des brouillards fréquents en automne et en hiver et des orages fréquents en été (15 à 20 jours).
Pour la période 1971-2000, la température annuelle moyenne est de 12,8 °C, avec une amplitude thermique annuelle de 15,7 °C. Le cumul annuel moyen de précipitations est de 841 mm, avec 9,7 jours de précipitations en janvier et 5,3 jours en juillet. Pour la période 1991-2020, la température moyenne annuelle observée sur la station météorologique la plus proche, située sur la commune de Saint-Félix-Lauragais à 5 km à vol d'oiseau, est de 13,5 °C et le cumul annuel moyen de précipitations est de 673,9 mm,. Pour l'avenir, les paramètres climatiques de la commune estimés pour 2050 selon différents scénarios d’émission de gaz à effet de serre sont consultables sur un site dédié publié par Météo-France en novembre 2022.

### Milieux naturels et biodiversité
Aucun espace naturel présentant un intérêt patrimonial n'est recensé sur la commune dans l'inventaire national du patrimoine naturel,,.

## Urbanisme

### Typologie
Au 1er janvier 2024, Saint-Julia est catégorisée commune rurale à habitat dispersé, selon la nouvelle grille communale de densité à sept niveaux définie par l'Insee en 2022.
Elle est située hors unité urbaine. Par ailleurs la commune fait partie de l'aire d'attraction de Toulouse, dont elle est une commune de la couronne,. Cette aire, qui regroupe 527 communes, est catégorisée dans les aires de 700 000 habitants ou plus (hors Paris),.

### Occupation des sols
L'occupation des sols de la commune, telle qu'elle ressort de la base de données européenne d’occupation biophysique des sols Corine Land Cover (CLC), est marquée par l'importance des territoires agricoles (100 % en 2018), une proportion identique à celle de 1990 (100 %). La répartition détaillée en 2018 est la suivante : 
terres arables (92,2 %), zones agricoles hétérogènes (7,8 %). L'évolution de l’occupation des sols de la commune et de ses infrastructures peut être observée sur les différentes représentations cartographiques du territoire : la carte de Cassini (XVIIIe siècle), la carte d'état-major (1820-1866) et les cartes ou photos aériennes de l'IGN pour la période actuelle (1950 à aujourd'hui).

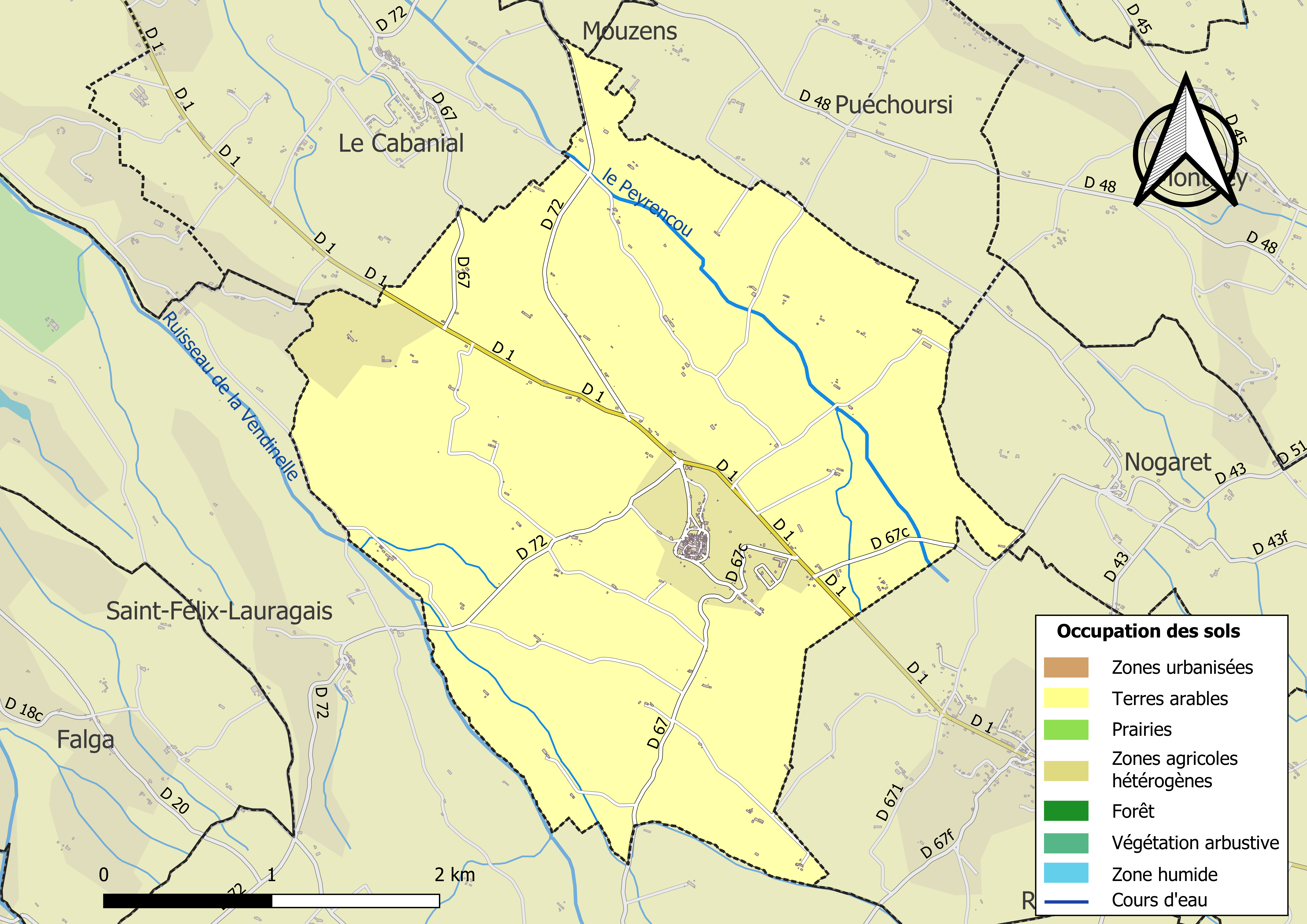
Carte des infrastructures et de l'occupation des sols de la commune en 2018 (CLC).

### Voies de communication et transports
La ligne 356 du réseau Arc-en-Ciel relie la commune à la gare routière de Toulouse depuis Revel.

### Risques majeurs
Le territoire de la commune de Saint-Julia est vulnérable à différents aléas naturels : météorologiques (tempête, orage, neige, grand froid, canicule ou sécheresse), inondations et séisme (sismicité très faible). Un site publié par le BRGM permet d'évaluer simplement et rapidement les risques d'un bien localisé soit par son adresse soit par le numéro de sa parcelle.
Certaines parties du territoire communal sont susceptibles d’être affectées par le risque d’inondation par débordement de cours d'eau, notamment le Peyrencou. La commune a été reconnue en état de catastrophe naturelle au titre des dommages causés par les inondations et coulées de boue survenues en 1982, 1999 et 2009,.

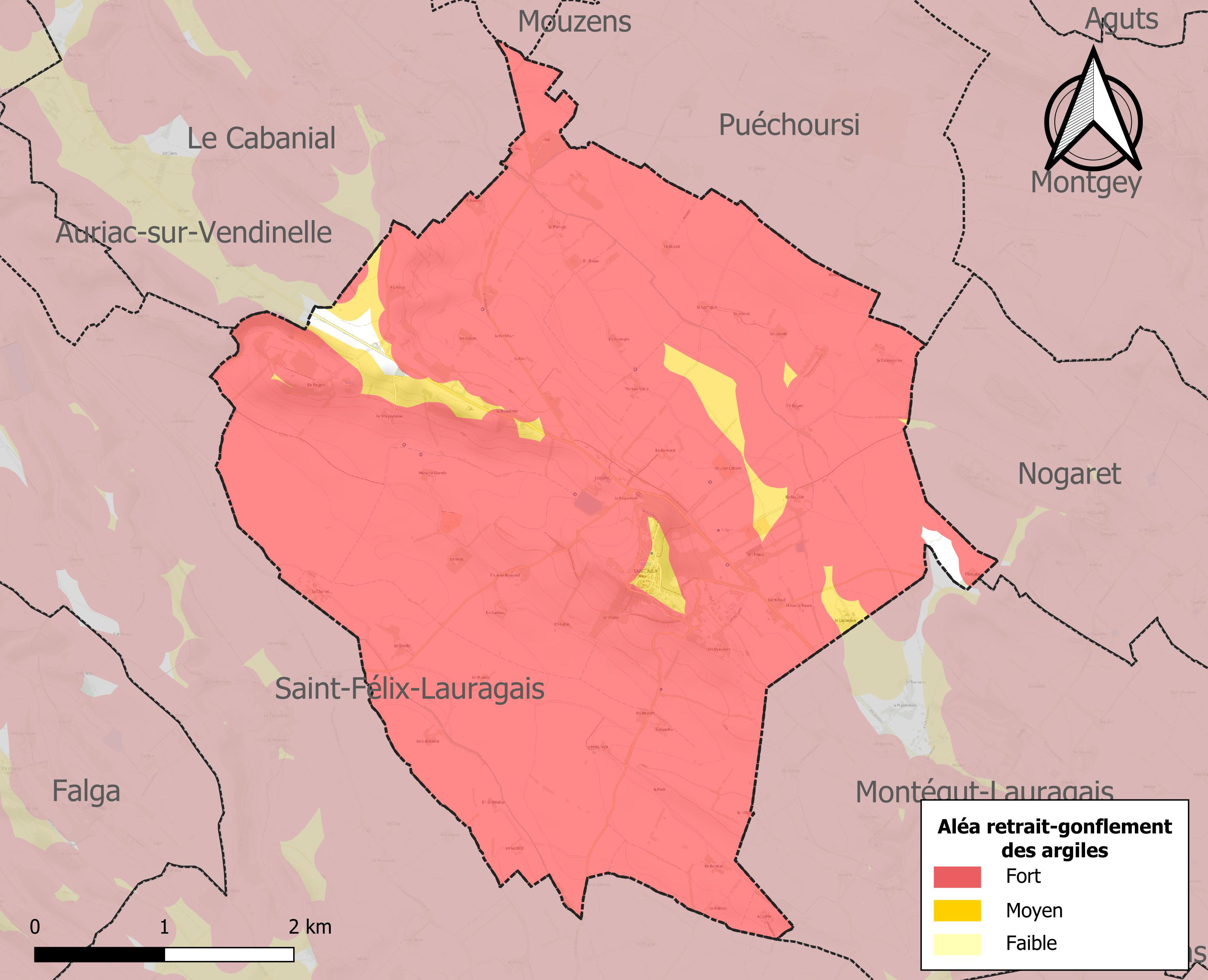
Carte des zones d'aléa retrait-gonflement des sols argileux de Saint-Julia.

Le retrait-gonflement des sols argileux est susceptible d'engendrer des dommages importants aux bâtiments en cas d’alternance de périodes de sécheresse et de pluie. 99,1 % de la superficie communale est en aléa moyen ou fort (88,8 % au niveau départemental et 48,5 % au niveau national). Sur les 210 bâtiments dénombrés sur la commune en 2019, 208 sont en aléa moyen ou fort, soit 99 %, à comparer aux 98 % au niveau départemental et 54 % au niveau national. Une cartographie de l'exposition du territoire national au retrait gonflement des sols argileux est disponible sur le site du BRGM,.
Par ailleurs, afin de mieux appréhender le risque d’affaissement de terrain, l'inventaire national des cavités souterraines permet de localiser celles situées sur la commune.
Concernant les mouvements de terrains, la commune a été reconnue en état de catastrophe naturelle au titre des dommages causés par la sécheresse en 2002 et 2003 et par des mouvements de terrain en 1999.

## Toponymie
Durant la Révolution, la commune porte les noms de Mont-Civique et Mont-Républicain.
Ses habitants sont appelés les Saint-Julianais.

## Histoire
Saint-Julia-de-Gras-Capou est une ancienne ville libre qui existait probablement avant l'invasion romaine. Elle était fortifiée et entourée de fossés et de remparts avec 2 portes d'accès, la porte de Sers et la porte d'Autan. Le point culminant de la ville était un temple qui deviendra plus tard l'église Sainte-Agathe-et-Saint-Julien de Saint-Julia.
Le nom de Gras-Capou associé à Saint-Julia rappelle que de tout temps on a élevé des chapons. Une légende dit que, lors d'un siège du village, les villageois auraient nargué leurs assaillants des remparts avec des chapons morts pour montrer qu'ils ne manquaient pas de vivres. L'Histoire est inspirée de la légende Dame Carcas à Carcassonne.
Une autre légende raconte que des hommes déguisés en femmes ont caché la « grosse cloche » de l'église dans la campagne pour qu'elle ne soit pas fondue, ce qui nous permet de l'admirer aujourd'hui.

## Politique et administration

### Rattachements administratifs et électoraux
La commune fait partie de la dixième circonscription de la Haute-Garonne communauté de communes du Lauragais-Revel-Sorèzois et du canton de Revel (Saint-Julia faisait partie de l'ex-canton de Saint Félix) et de la septième circonscription de la Haute-Garonne jusqu'en 2012.

### Liste des maires

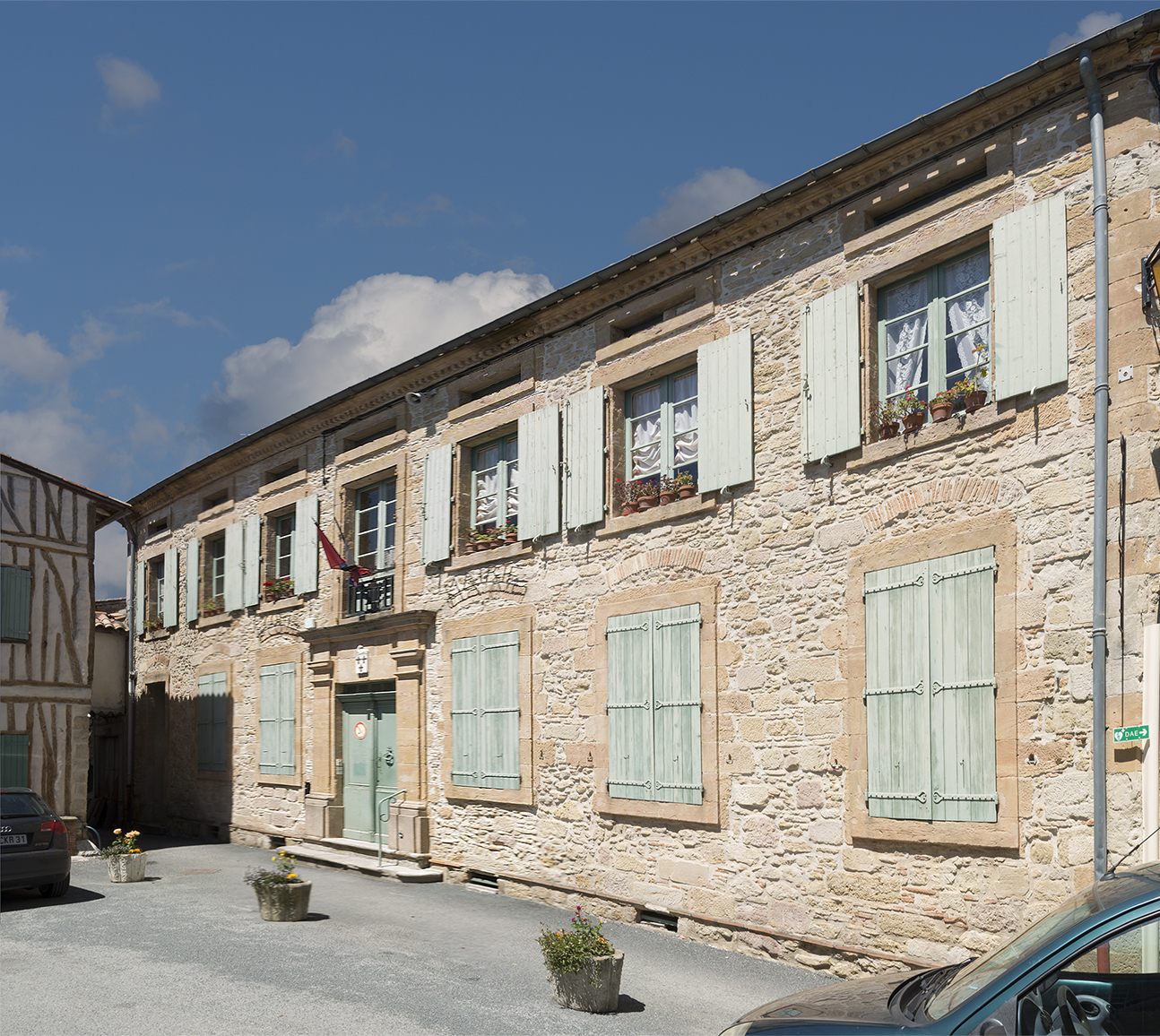
La mairie.

| Période                                  | Période   | Identité           | Étiquette | Qualité     |
| ---------------------------------------- | --------- | ------------------ | --------- | ----------- |
| mars 2001                                | mars 2008 | Denis Vaissière    |           |             |
| mars 2008                                | juin 2020 | Raymond Martinazzo | DVD       | Agriculteur |
| juin 2020                                | en cours  | Christian Lagente  |           |             |
| Les données manquantes sont à compléter. |           |                    |           |             |

## Population et société

### Démographie
| 1793 | 1800 | 1806  | 1821 | 1831 | 1836  | 1841  | 1846  | 1851  |
| ---- | ---- | ----- | ---- | ---- | ----- | ----- | ----- | ----- |
| 889  | 964  | 1 006 | 995  | 991  | 1 015 | 1 003 | 1 003 | 1 002 |

| 1856 | 1861 | 1866 | 1872 | 1876 | 1881 | 1886 | 1891 | 1896 |
| ---- | ---- | ---- | ---- | ---- | ---- | ---- | ---- | ---- |
| 960  | 938  | 924  | 913  | 860  | 809  | 820  | 788  | 753  |

| 1901 | 1906 | 1911 | 1921 | 1926 | 1931 | 1936 | 1946 | 1954 |
| ---- | ---- | ---- | ---- | ---- | ---- | ---- | ---- | ---- |
| 708  | 713  | 744  | 629  | 594  | 578  | 596  | 576  | 486  |

| 1962 | 1968 | 1975 | 1982 | 1990 | 1999 | 2005 | 2006 | 2010 |
| ---- | ---- | ---- | ---- | ---- | ---- | ---- | ---- | ---- |
| 464  | 382  | 370  | 314  | 305  | 333  | 379  | 382  | 369  |

| 2015 | 2020 | 2022 | - | - | - | - | - | - |
| ---- | ---- | ---- | - | - | - | - | - | - |
| 408  | 413  | 417  | - | - | - | - | - | - |

| selon la population municipale des années : | 1968 | 1975 | 1982 | 1990 | 1999 | 2006 | 2009 | 2013 |
| Rang de la commune dans le département      | 210  | 197  | 240  | 280  | 267  | 267  | 282  | 283  |
| Nombre de communes du département           | 592  | 582  | 586  | 588  | 588  | 588  | 589  | 589  |

### Enseignement
Saint-Julia est située dans l'académie de Toulouse.
L'école fait partie un RPI (regroupement pédagogique intercommunal) entre les communes de Montégut-Lauragais, Saint-Julia-de-Gras-Capou, Roumens, Le Cabanial et Nogaret.
Pour faire face au risque de fermeture de l'école communale, la municipalité s'est engagée dans les années 1980-1990 dans la voie du regroupement pédagogique intercommunal (RPI) avec les communes voisines de Montégut-Lauragais, Roumens et Le Cabanial. Ce regroupement a permis de sauvegarder les écoles et de proposer des services comme un ramassage scolaire financé par le conseil général de la Haute-Garonne. Par la suite, la commune de Nogaret a rejoint le RPI.
Le succès de cette formule, dû en partie à l'accroissement de la population, a été tel que les municipalités du regroupement ont décidé d'un unique groupe scolaire intercommunal, pour remplacer les locaux actuels. Ce nouveau groupe scolaire, dit « des Cinq Clochers », est situé sur la commune de Saint-Julia-de-Gras-Capou. Il a ouvert à la rentrée de septembre 2013 avec un total de six classes (maternelles et primaires),.

### Culture et festivité
Fête locales.

### Activités sportives
Randonnée pédestre, chasse.

### Écologie et recyclage
La collecte et le traitement des déchets des ménages et des déchets assimilés ainsi que la protection et la mise en valeur de l'environnement se font dans le cadre de la communauté de communes du Lauragais-Revel-Sorèzois.

## Économie

### Revenus
En 2018  (données Insee publiées en septembre 2021), la commune compte 163 ménages fiscaux, regroupant 389 personnes. La médiane du revenu disponible par unité de consommation est de 21 880 € (23 140 € dans le département).

### Emploi
|                | 2008  | 2013   | 2018  |
| -------------- | ----- | ------ | ----- |
| Commune        | 9,6 % | 13,3 % | 9 %   |
| Département    | 7,7 % | 9,6 %  | 9,3 % |
| France entière | 8,3 % | 10 %   | 10 %  |

En 2018, la population âgée de 15 à 64 ans s'élève à 266 personnes, parmi lesquelles on compte 76,3 % d'actifs (67,3 % ayant un emploi et 9 % de chômeurs) et 23,7 % d'inactifs,. En  2018, le taux de chômage communal (au sens du recensement) des 15-64 ans est inférieur à celui de la France et du département, alors qu'en 2008 la situation était inverse.
La commune fait partie de la couronne de l'aire d'attraction de Toulouse, du fait qu'au moins 15 % des actifs travaillent dans le pôle,. Elle compte 59 emplois en 2018, contre 52 en 2013 et 39 en 2008. Le nombre d'actifs ayant un emploi résidant dans la commune est de 184, soit un indicateur de concentration d'emploi de 32,1 % et un taux d'activité parmi les 15 ans ou plus de 61,8 %.
Sur ces 184 actifs de 15 ans ou plus ayant un emploi, 37 travaillent dans la commune, soit 20 % des habitants. Pour se rendre au travail, 84,2 % des habitants utilisent un véhicule personnel ou de fonction à quatre roues, 4,9 % les transports en commun, 1,5 % s'y rendent en deux-roues, à vélo ou à pied et 9,2 % n'ont pas besoin de transport (travail au domicile).

### Activités hors agriculture
32 établissements sont implantés  à Saint-Julia au 31 décembre 2019. Le tableau ci-dessous en détaille le nombre par secteur d'activité et compare les ratios avec ceux du département,.
| Secteur d'activité                                                                                        | Commune | Commune | Département |
| Secteur d'activité                                                                                        | Nombre  | %       | %           |
| --- | ------- | ------- | ----------- |
| Ensemble                                                                                                  | 32      |         |             |
| Industrie manufacturière, industries extractives et autres                                                | 5       | 15,6 %  | (5,7 %)     |
| Construction                                                                                              | 3       | 9,4 %   | (12 %)      |
| Commerce de gros et de détail, transports, hébergement et restauration                                    | 3       | 9,4 %   | (25,9 %)    |
| Activités immobilières                                                                                    | 1       | 3,1 %   | (4,2 %)     |
| Activités spécialisées, scientifiques et techniques et activités de services administratifs et de soutien | 11      | 34,4 %  | (19,8 %)    |
| Administration publique, enseignement, santé humaine et action sociale                                    | 9       | 28,1 %  | (16,6 %)    |

Le secteur des activités spécialisées, scientifiques et techniques et des activités de services administratifs et de soutien est prépondérant sur la commune puisqu'il représente 34,4 % du nombre total d'établissements de la commune (11 sur les 32 entreprises implantées  à Saint-Julia), contre 19,8 % au niveau départemental.

### Agriculture
La commune est dans le Lauragais, une petite région agricole occupant le nord-est du département de la Haute-Garonne, dont les coteaux portent des grandes cultures en sec avec une dominante blé dur et tournesol. En 2020, l'orientation technico-économique de l'agriculture  sur la commune est la culture de céréales et/ou d'oléoprotéagineuses.
|               | 1988  | 2000  | 2010  | 2020  |
| ------------- | ----- | ----- | ----- | ----- |
| Exploitations | 24    | 21    | 21    | 21    |
| SAU (ha)      | 1 113 | 1 169 | 1 190 | 1 107 |

Le nombre d'exploitations agricoles en activité et ayant leur siège dans la commune est passé de 24 lors du recensement agricole de 1988  à 21 en 2000 puis à 21 en 2010 et enfin à 21 en 2020, soit une baisse de 12 % en 32 ans. Le même mouvement est observé à l'échelle du département qui a perdu pendant cette période 57 % de ses exploitations,. La surface agricole utilisée sur la commune a également diminué, passant de 1 113 ha en 1988 à 1 107 ha en 2020. Parallèlement la surface agricole utilisée moyenne par exploitation a augmenté, passant de 46 à 53 ha.

## Culture locale et patrimoine

### Lieux et monuments
- L'église Sainte-Agathe-et-Saint-Julien et son clocher font l'objet d'une inscription au titre des Monuments historiques depuis le 21 décembre 2009, et depuis le 7 décembre 1925 pour le clocher[41].
- Porte de ville, dite Porte du cers (le cers désigne le vent du nord), qui fait l'objet d'une inscription au titre des Monuments historiques depuis le 9 novembre 1926[42], et la rue du Cers.
- Moulins à vent.

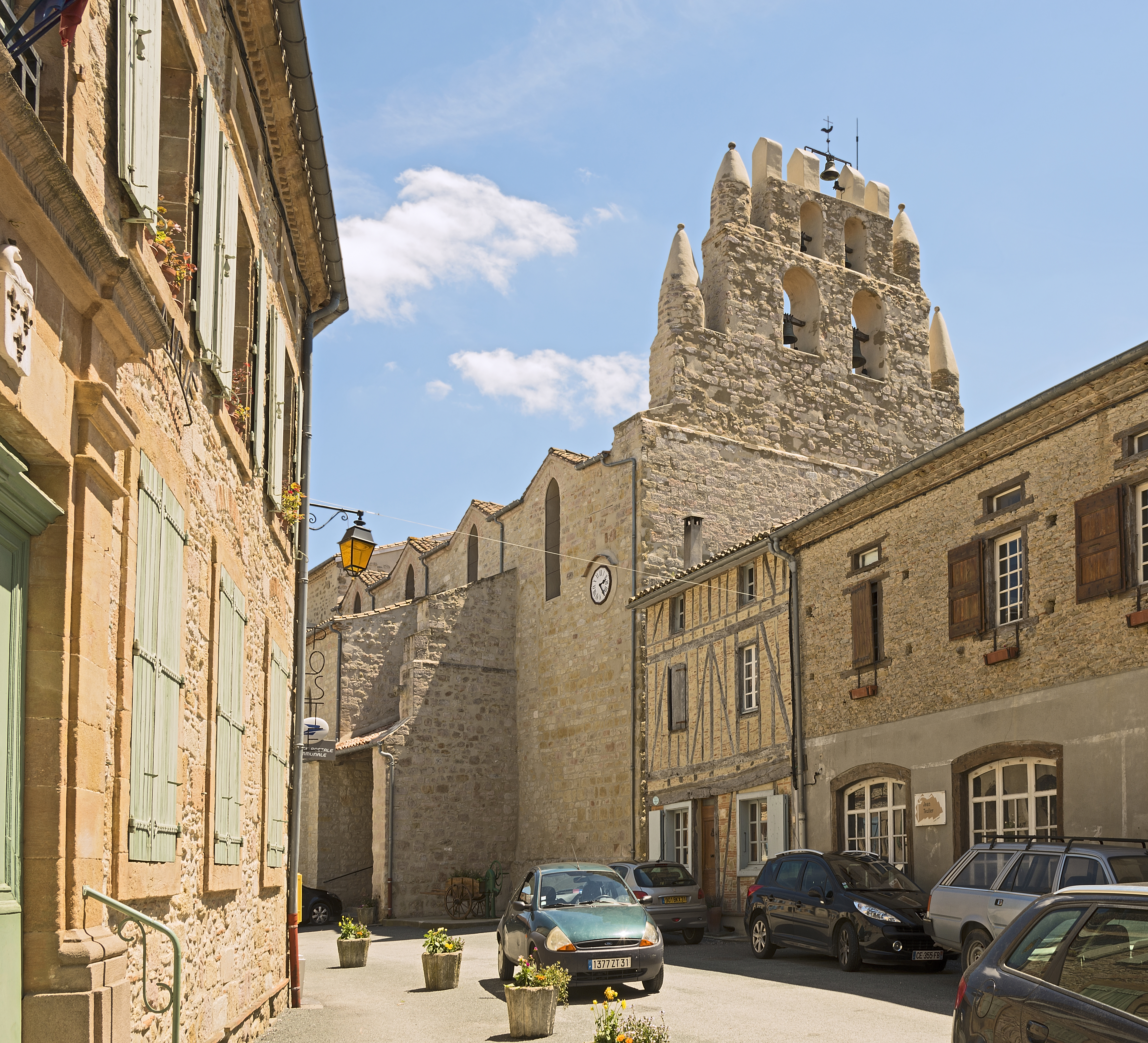
La mairie et l'église Sainte-Agathe-et-Saint-Julien
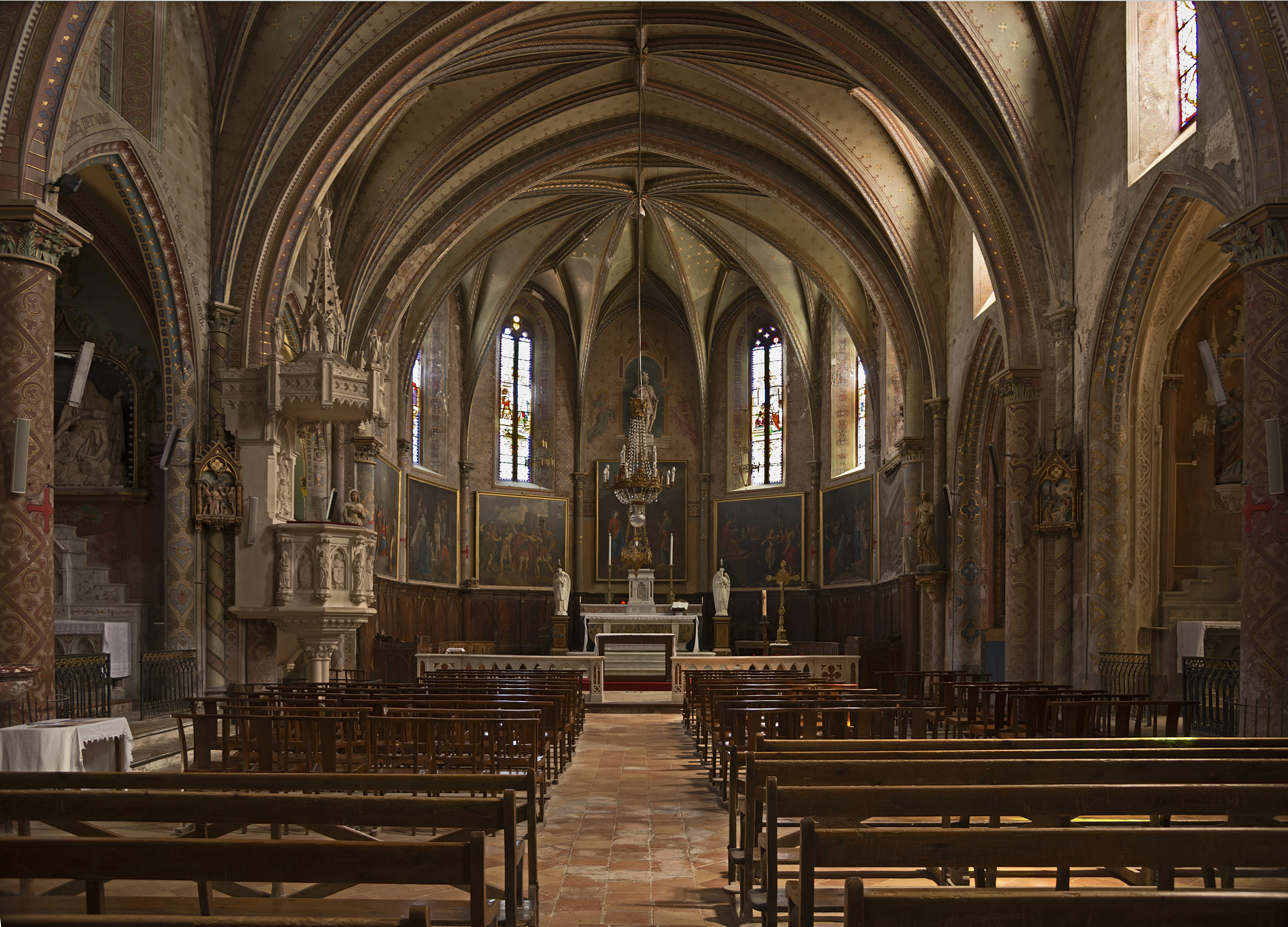
L'église Sainte-Agathe-et-Saint-Julien, vue intérieure
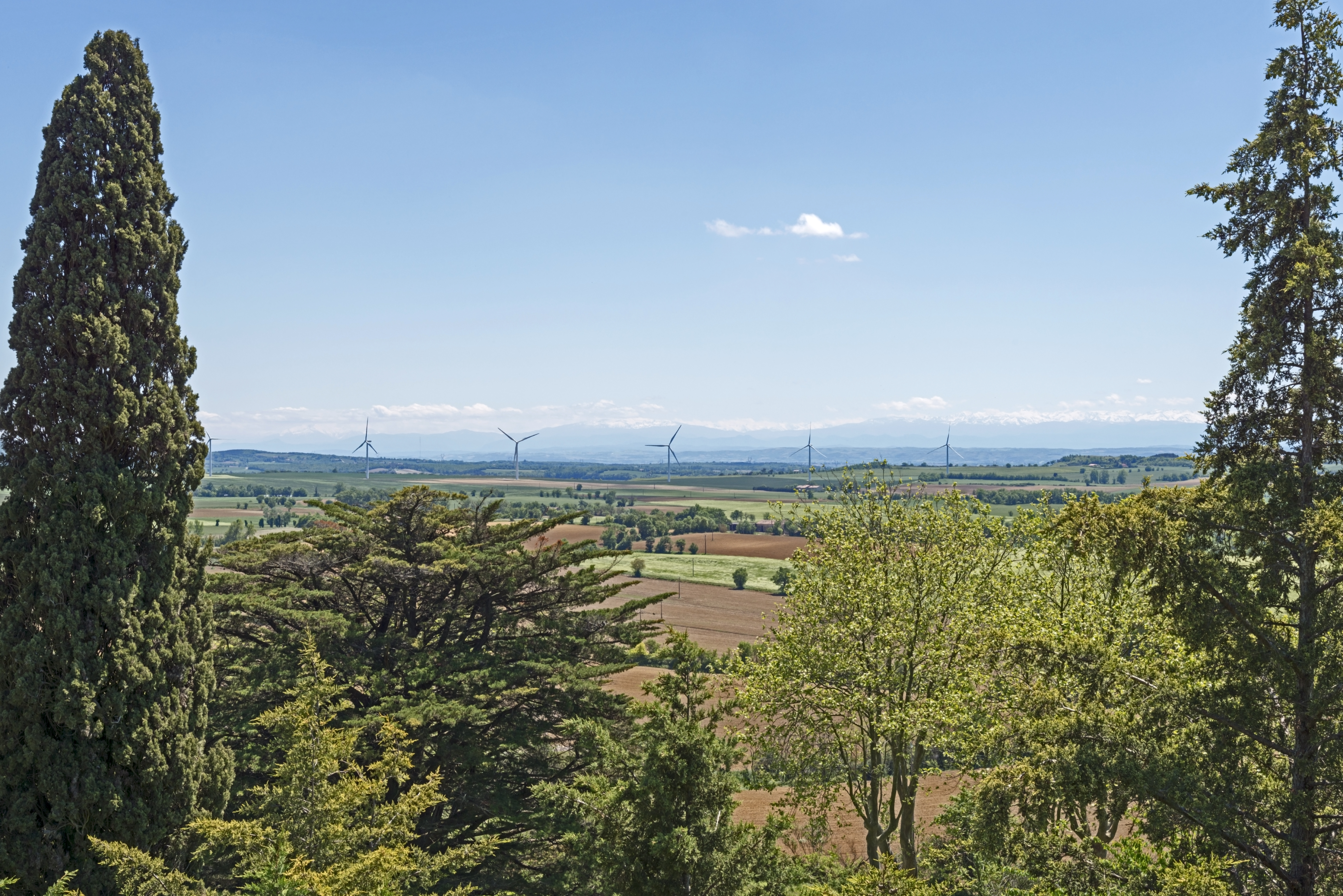
Le parc éolien du Lauragais vu de Saint-Julia

### Personnalités liées à la commune
- Marguerite de Valois, propriétaire de Saint-Julia, a habité dans une demeure à colombages près de l'actuel château.
- Pierre Pommeyrol (1744-1801), architecte
- Édouard Estaunié (1862-1942), membre de l'Académie française, ingénieur et écrivain, a habité rue Notre-Dame.

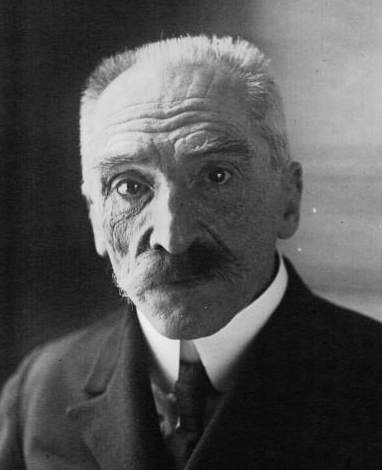
Édouard Estaunié
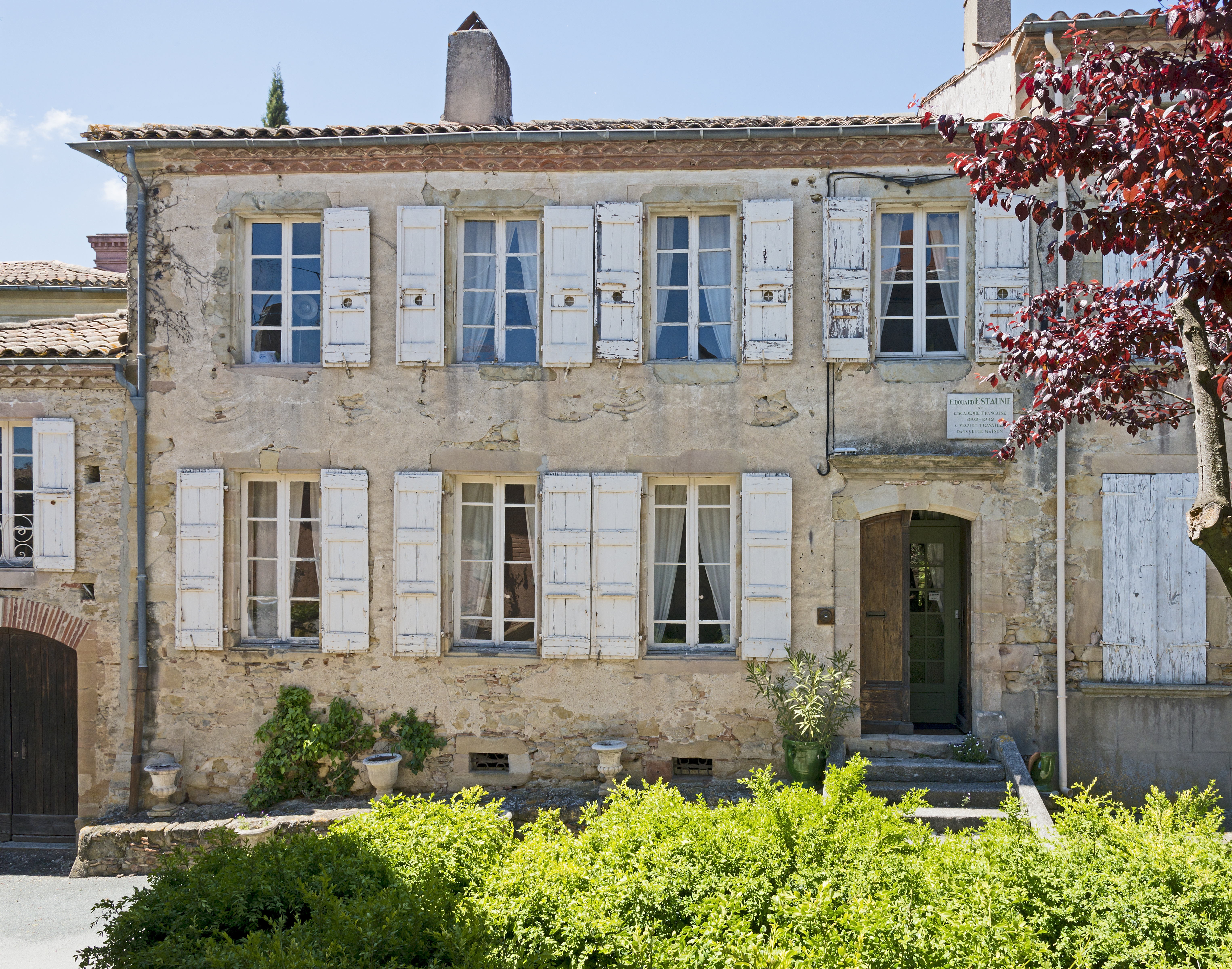
Maison d'Édouard Estaunié

### Héraldique
| Blason de Saint-Julia | Les armes de Saint-Julia se blasonnent ainsi : D'azur aux trois fleurs de lys d'or surmontées d'une salamandre d'argent.[réf. nécessaire] |